# Aneta (North Dakota)
Aneta ist eine kleine Stadtgemeinde (City) im Süden des Nelson Countys in Norddakota.

## Geschichte
Europäische Siedler ließen sich ab 1881 in der Gegend nieder. Sie beantragten 1883 ein Postamt, das nach der Frau des ersten Postmeisters, Anna Roseta Mitchell, den Namen Aneta trug. Um es herum wuchs eine kleine Siedlung heran, in der 1885 insgesamt 17 Menschen lebten. Sie betrieben Landwirtschaft und brachten das von ihnen angebaute Getreide nach Hope oder (ab 1884) nach Northwood, wo sich zu der Zeit die nächsten Getreidesilos befanden.
Die Great Northern Railway verlängerte 1896 ihre Bahnstrecke von Hope nach Aneta. Im Sommer wurde die Trasse hergestellt. Die Siedlung verlagerte sich zum neuen Bahnhof, der etwa eine Meile weiter südwestlich des alten Dorfs lag. Der erste Zug erreichte Aneta am 31. Oktober. Sieben Jahre lang war Aneta ein Endbahnhof.
Mit der Eisenbahn wuchs auch das Dorf, in dem im Sommer 1897 bereits 217 Menschen lebten. Sie gründeten die Gemeinde im gleichen Jahr als Village, seit 1903 hat Aneta den Status einer City.